# Gianni Forlini
Giovanni Forlini detto Gianni (Ascoli Piceno, 15 gennaio 1935 – 16 settembre 1989) è stato un politico italiano.

## Biografia
Nato ad Ascoli Piceno nel 1935, fu attivo politicamente nelle file della Democrazia Cristiana, e venne eletto per la prima volta al consiglio comunale della sua città nel 1971. Fu riconfermato consigliere nel 1976 e nel 1985. Nel luglio 1985 venne eletto sindaco di Ascoli Piceno, presiedendo una giunta composta da democristiani, socialisti e socialdemocratici. Nel maggio 1987, cessò nel suo incarico di sindaco a seguito di una crisi comunale, messa in atto da parte delle opposizioni in accordo con alcuni soggetti appartenenti alla DC, allora partito di maggioranza, e tornò a ricoprire il ruolo di consigliere comunale. Morì il 16 settembre 1989 dopo otto giorni di coma.